# Toyota Cavalier
Zur Lockerung der Handelsbarrieren zwischen den USA und dem Kaiserreich Japan entschloss sich der japanische Automobilhersteller Toyota den Chevrolet Cavalier zu importieren und unter eigenem Markennamen als Toyota Cavalier (japanisch: トヨタ・キャバリエ) zu vertreiben.
Die ersten Cavaliere wurden im Januar 1996 nach Japan importiert. Toyota musste dann folglich die US-Fahrzeuge entsprechend für den Heimatmarkt umrüsten. Denn das Lenkrad war auf der linken Fahrzeugseite. Um dies zu ermöglichen, musste Toyota ein vollkommen neues Armaturenbrett einbauen lassen, bei dem auch die einzelnen Instrumenten und Tasten am für Japaner gewohnten Platz waren. 

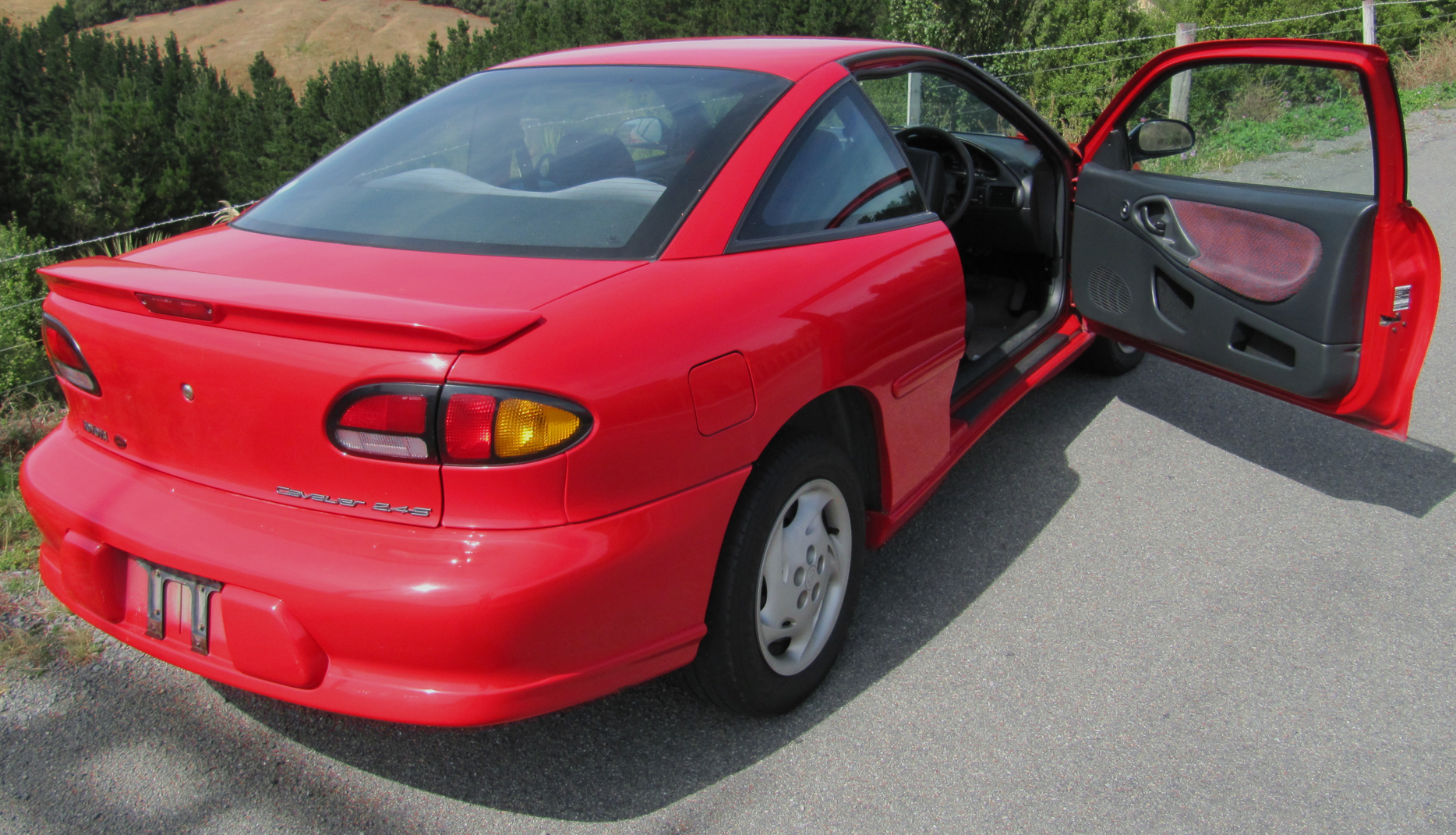
Foto des Heck eines
Toyota Cavalier Coupé 2.4 S

Als das Modell dann schließlich Ende Januar erstmals offiziell auf dem Markt erschien, wurde es als Stufenhecklimousine, Coupé und Cabriolét angeboten. Die Basisversion stellte dabei anfangs der Cavalier 2.3 mit einem Hubraum von 2294 cm³ (LD2). Im selben Jahr wurde dieser durch den größeren LD9 mit einem Hubraum von 2392 cm³ (4-Zylinder DOHC) ausgetauscht. Als Topversion rangierte die sportliche Z24-Version des TRD.
Hauptkunden waren Feuerwehren und Polizei. Die meisten Fahrzeuge mussten auf Grund zu geringer Nachfrage in Übersee verschifft werden. Dies waren meist ostasiatische Märkte, Märkte des Nahen Ostens sowie Neuseelands.
Obwohl der Preis für die Cavalier-Modellreihe im November 1996 letztlich um 40% reduziert worden war, wurde das Modell in Japan ein Flop. Ungeachtet dessen importierte Toyota den Cavalier weiterhin.
Im März 2000 gab es für die Cavaliere neue Scheinwerfer. Aber erst im Juli 2000 wurde der Import eingestellt. Offizieller Nachfolger wurde der Toyota Allion.